# Хіландарські листки
Хіландарські листки — уривок проповіді на двох листках, знайдений Віктором Григоровичем у 1844 році в Хіландарському монастирі на Афоні. Па'мятка ХІ століття болгарського походження.